# Flow (película de 2024)
Flow (en letón: Straume, lit. ‘arroyo, corriente’) es una película de animación independiente de fantasía y aventuras de 2024, dirigida por Gints Zilbalodis, y escrita por Zilbalodis y Matīss Kaža. Se trata de una coproducción letona-belga-francesa. La cinta se destaca por estar completamente renderizada con Blender, un software libre y de código abierto, y por no contener ningún diálogo.
El proyecto tuvo su estreno mundial en la sección Un certain regard del Festival internacional de Cine de Cannes de 2024, donde recibió elogios de la crítica. Ganó numerosos premios de cine y animación, incluido el premio a la mejor película de animación en los 37.º Premios del Cine Europeo, los Premios del Círculo de Críticos de Cine de Nueva York, los Premios de la Asociación de Críticos de Cine de Los Ángeles, los Premios de la National Board of Review of Motion Pictures, y los 82.º Premios Globo de Oro, así como dos nominaciones en la 97.ª edición de los Premios Óscar: Mejor película internacional (la tercera película de animación en conseguirlo) y Mejor película de animación, ganando además esta últimay convirtiéndose en la primera producción letona en ser considerada para múltiples premios y nominaciones en ceremonias importantes.

## Argumento
Un gato gris oscuro deambula por un bosque cuando una jauría de perros llega al río para pescar. Cuando dos perros pelean por un pescado, el gato toma el pescado y es inmediatamente perseguido por los perros. El gato pierde a los perros, pero se da cuenta de una estampida de ciervos antes de ser atrapado por un tsunami. El gato y los perros logran sobrevivir a la inundación llegando a terrenos más altos. Un labrador retriever amarillo sigue al gato hasta una casa abandonada decorada con esculturas de gatos de madera antes de que ambos noten que el nivel del agua aumenta rápidamente y el labrador se une a los otros perros en un bote. Con la casa consumida por la inundación, el gato sube a lo alto de una estatua de gato gigante hasta que las aguas llegan a la parte superior de la cabeza de la estatua. Antes de que la escultura quede completamente sumergida, el gato salta a un velero que se acerca con un carpincho a bordo.
A la mañana siguiente, cuando el barco navega a través de un bosque lleno de pilares de piedra, el gato cae por la borda mientras intenta evitar ser visto por un secretario blanco, pero comienza a hundirse bajo el agua. Una ballena lo salva de ahogarse, pero el secretario agarra al gato antes de que se libere y aterrice de nuevo en el bote. A medida que el nivel del agua continúa subiendo, el carpincho invita a un lémur de cola anillada a subir a bordo con su cesta de basura. Más tarde, ese día, los tres animales aterrizan en la orilla y se les une el labrador. Se encuentran con una bandada de pájaros secretarios que muestran hostilidad hacia ellos, lo que hace que el gato huya antes de que la bandada lo acorrale. El secretario que primero se encontró con el gato le ruega al líder que le perdone la vida. El líder, ofendido, comienza un duelo, el cual el secretario pierde, haciendo que le rompan un ala antes de que la bandada lo abandone. Al perder su capacidad de volar, el secretario se une a los demás animales a bordo del barco.
Al día siguiente, los animales llegan a una ciudad medio sumergida y navegan hacia una formación rocosa gigante. Después de que el secretario patea la bola de cristal del lémur por la borda, se comienza una pelea que termina con el barco atorado con las ramas de un árbol. El barco se libera después de que la ballena salta cerca de ellos. Tras aprender del carpincho, el felino mejora su capacidad de nadar para poder pescar por sí solo y alimentar al resto de la tripulación. Más tarde, los animales ven a los otros perros varados en un campanario. Al principio, el secretario se niega a ir hacia los perros, pero cuando el gato da su aprobación, el secretario deja que el carpincho tome el control del bote y los rescate. Mientras el barco navega a través de la formación durante una fuerte tormenta, el secretario abandona la embarcación cuando su ala logra curarse parcialmente, en tanto el gato cae nuevamente por la borda. Logra nadar hasta la orilla y sube a la cima de una de las formaciones, donde se encuentra con el secretario. De repente, ambos son elevados en el aire por una luz brillante que está sobre ellos, que al final libera al gato en el suelo pero se lleva al secretario hacia la luz que desaparece.
El gato intenta nadar de regreso al bote, pero está demasiado lejos, ya que logra encontrar la bola de cristal y saltar sobre ella para mantenerse a flote. Posteriormente, el nivel del agua desciende rápidamente a medida que una falla drena el océano. Después de mucho tiempo vagando por el bosque, el gato se reencuentra con el lémur y es conducido hasta el bote que cuelga de un árbol. Los perros saltan del barco, pero justo cuando el carpincho está a punto de salir, el árbol comienza a ceder ante el peso de la embarcación. El lémur y los perros trabajan juntos para tirar del bote hacia ellos, pero los perros abandonan al labrador cuando un conejo pasa junto a ellos. Consiguen salvar al carpincho antes de que el barco y el árbol caigan por el acantilado. Justo cuando los animales celebran, aparece otra estampida de ciervos. El gato sigue el rastro y ve a la ballena muriendo al quedar varada en el bosque. El carpincho, el labrador y el lémur se reencuentran con el gato antes de mirarse reflejados en un charco de agua.
En una escena postcréditos, se ve a la ballena emergiendo del océano.

## Producción
En 2022, mientras Flow todavía estaba en desarrollo, se presentaron materiales de la película en el foro Cartoon Movie de ese año en Burdeos. La película se produjo con el apoyo financiero del Centro Nacional de Cine de Letonia, la Fundación Capital Cultural del Estado de Letonia, el Centro Nacional del Cine y la Imagen Animada, ARTE France, Eurimages, RTBF y el Refugio Fiscal Belga. La animación de la película se completó en Francia y Bélgica.

## Música
La banda sonora de la película fue compuesta por Zilbalodis y Rihards Zaļupe, y se lanzó en servicios de streaming de música por Milan Records —sello discográfico de Sony Music, bajo el sello de Sony Music Masterworks— el 1 de noviembre de 2024. Previamente, entre el 22 y 23 de agosto de 2024, Milan Records publicó en plataformas digitales dos pistas del score: «Abandoned City» y «Dog Chase», respectivamente.

Todas las canciones escritas y compuestas por Gints Zilbalodis y Rihards Zaļupe. 
| N.º   | Título               | Duración |  |
| 1.    | «Home»               | 2:04     |  |
| 2.    | «Dog Chase»          | 1:34     |  |
| 3.    | «Panic»              | 0:59     |  |
| 4.    | «Flood»              | 5:24     |  |
| 5.    | «Capybara»           | 0:48     |  |
| 6.    | «Unexpected Visitor» | 0:32     |  |
| 7.    | «Lemur»              | 2:07     |  |
| 8.    | «Bananas»            | 1:27     |  |
| 9.    | «Deer Cyclone»       | 1:23     |  |
| 10.   | «Windmill Island»    | 2:11     |  |
| 11.   | «Birds»              | 3:45     |  |
| 12.   | «Outcast»            | 2:26     |  |
| 13.   | «Showing Off»        | 0:59     |  |
| 14.   | «Abandoned City»     | 2:24     |  |
| 15.   | «Splash»             | 1:38     |  |
| 16.   | «Fishing»            | 3:05     |  |
| 17.   | «Storm»              | 2:03     |  |
| 18.   | «Flow Away»          | 4:33     |  |
| 19.   | «Forest Emerging»    | 1:55     |  |
| 20.   | «Amphitheater»       | 1:51     |  |
| 21.   | «Following»          | 3:36     |  |
| 22.   | «Reflection»         | 3:29     |  |
| 23.   | «Acceptance»         | 2:43     |  |
| 53:51 |                      |          |  |

## Estreno
Flow fue seleccionada para su estreno en la sección Un Certain Regard del Festival de Cine de Cannes de 2024 el 22 de mayo de 2024.  La película se proyectó en el Festival internacional de Cine de animación de Annecy de 2024, donde recibió el Premio del Jurado, el Premio del Público y el Premio Fundación Gan de Distribución en la categoría de película. Flow fue enviado al Festival internacional de animación de Ottawa de 2024, donde recibió el Gran Premio de animación de película. La película también se proyectó en el Festival internacional de Cine de Toronto de 2024. La película fue invitada a 'Open Cinema' en el 29º Festival internacional de Cine de Busan y se proyectó en el cine al aire libre en octubre de 2024.
UFO Distribution estrenó la película en cines en Francia el 30 de octubre de 2024. Janus Films y Sideshow distribuyeron la película en los Estados Unidos a través de un lanzamiento limitado en Nueva York y Los Ángeles el 22 de noviembre de 2024, al que le seguirá un lanzamiento nacional más amplio el 6 de diciembre de 2024.  Desde su estreno en Letonia el 28 de agosto de 2024, la película ha vendido más de 100.000 entradas, convirtiéndose en una de las películas nacionales más populares del país.

## Marketing
En enero de 2025 se lanzó un juego de mesa basado en la película.

## Recepción
En la página de reseñas Rotten Tomatoes, la película tiene un índice de aprobación del 97% basado en 123 reseñas, con una calificación promedio de 8,6/10. El consenso del sitio web dice: «Gracias a su animación innovadora y sus temas maduros, seguir este ritmo resulta irresistible.» Metacritic, que utiliza un promedio ponderado, le asignó a la película una puntuación de 83 sobre 100, basada en 17 críticos, lo que indica "aclamación universal".
Escribiendo para The New York Times, Calum Marsh señaló que "los animales actúan como animales reales, no como dibujos animados o humanos, y esa moderación le da a su aventura una autenticidad que, en momentos tanto de deleite como de peligro, hace que la emoción sea mucho más poderosa".  Jake Coyle de Associated Press calificó a Flow como la mejor película animada de 2024, escribiendo que "la animación generada por computadora se suma a su surrealismo onírico y curiosamente real".
Christian Blauvelt, escribiendo para IndieWire, le dio a Flow una calificación A y lo elogió por estar "repleto de sentimiento pero no sentimentalismo" y comparó su diálogo limitado y animales no antropomorfizados con Spirit: Stallion of the Cimarron.

### Premios, reconocimientos e impacto en la cultura popular
Flow, ganadora del Óscar a la mejor película de animación en 2025, ganó el premio de la Asociación de Críticos de Cine de Los Ángeles a la Mejor película de animación, el premio de la Junta Nacional de Revisión a la Mejor película de animación y el premio del Círculo de Críticos de Cine de Nueva York a la Mejor película de animación, convirtiéndose en la primera película animada en ganar los tres premios desde Los Increíbles en 2004.
Las estatuillas doradas de los Premios Óscar y de los Premios Globo de Oro que ganó Flow se exhibieron en el Museo Nacional de Arte de Letonia. 15.000 personas acudieron durante diez días para ver la entrega de los Globos de Oro.
| Premio                                                            | Fecha                    | Categoría                                           | Ganador(es)                                                 | Resultado | Ref(s)               |
| ----------------------------------------------------------------- | ------------------------ | --------------------------------------------------- | ----------------------------------------------------------- | --------- | -------------------- |
| Festival de Cannes                                                | 24 de mayo de 2024       | Un Certain Regard                                   | Gints Zilbalodis                                            | Nominado  | [ 47 ]               |
| Festival Internacional de Cine de Animación de Annecy             | 15 de junio de 2024      | Premio Cristal de película                          | Flow                                                        | Nominado  |                      |
| Festival Internacional de Cine de Animación de Annecy             | 15 de junio de 2024      | Premio Fundación Gan a la Distribución              | Flow                                                        | Ganador   |                      |
| Festival Internacional de Cine de Animación de Annecy             | 15 de junio de 2024      | Premio del jurado a la mejor película               | Flow                                                        | Ganador   |                      |
| Festival Internacional de Cine de Animación de Annecy             | 15 de junio de 2024      | Premio del público a la mejor película              | Flow                                                        | Ganador   |                      |
| Festival Internacional de Cine de Animación de Annecy             | 15 de junio de 2024      | Premio a la Mejor Música Original para una película | Gints Zilbalodis y Rihards Zaļupe                           | Ganador   |                      |
| Festival internacional de Cine en Guadalajara                     | 15 de junio de 2024      | Mejor película de animación                         | Flow                                                        | Ganador   | [ 48 ]               |
| Ottawa International Animation Festival                           | 28 de septiembre de 2024 | Gran Premio de película de animación                | Flow                                                        | Ganador   | [ 31 ]               |
| Animation Is Film Festival                                        | 22 de octubre de 2024    | Premio del jurado                                   | Flow                                                        | Ganador   | [ 49 ]               |
| Festival de Cine Europeo de Sevilla                               | 16 de noviembre de 2024  | Premio del gran jurado                              | Flow                                                        | Ganador   | [ 50 ]               |
| Festival de Cine Europeo de Sevilla                               | 16 de noviembre de 2024  | Mejor edición                                       | Gints Zilbalodis                                            | Ganador   | [ 50 ]               |
| Festival de Cine Europeo de Sevilla                               | 16 de noviembre de 2024  | Premio Puerta América                               | Flow                                                        | Ganador   | [ 50 ]               |
| Premios del Círculo de Críticos de Cine de Nueva York             | 3 de diciembre de 2024   | Mejor película de animación                         | Flow                                                        | Ganador   | [ 14 ]               |
| National Board of Review Awards                                   | 4 de diciembre de 2024   | Mejor película de animación                         | Flow                                                        | Ganador   | [ 51 ] [ 52 ]        |
| Premios del Cine Europeo                                          | 7 de diciembre de 2024   | Mejor película europea                              | Flow                                                        | Nominado  | [ 13 ] [ 53 ]        |
| Premios del Cine Europeo                                          | 7 de diciembre de 2024   | Mejor película de animación europea                 | Flow                                                        | Ganador   | [ 13 ] [ 53 ]        |
| Astra Film Awards                                                 | 8 de diciembre de 2024   | Mejor película de animación                         | Flow                                                        | Nominado  | [ 54 ]               |
| Astra Film Awards                                                 | 8 de diciembre de 2024   | Mejor película internacional                        | Flow                                                        | Nominado  | [ 54 ]               |
| Asociación de Críticos de Cine de Boston                          | 8 de diciembre de 2024   | Mejor película de animación                         | Flow                                                        | Ganador   | [ 55 ]               |
| Asociación de Críticos de Cine de Washington D. C.                | 8 de diciembre de 2024   | Mejor película de animación                         | Flow                                                        | Nominado  | [ 56 ]               |
| Asociación de Críticos de Cine de Washington D. C.                | 8 de diciembre de 2024   | Mejor película internacional                        | Flow                                                        | Nominado  | [ 56 ]               |
| Asociación de Críticos de Cine de Los Ángeles                     | 8 de diciembre de 2024   | Mejor película de animación                         | Flow                                                        | Ganador   | [ 15 ]               |
| Sociedad de Críticos de Cine de San Diego                         | 9 de diciembre de 2024   | Mejor película de animación                         | Flow                                                        | Ganador   | [ 57 ]               |
| Asociación de Críticos de Cine de Chicago                         | 11 de diciembre de 2024  | Mejor película de animación                         | Flow                                                        | Ganador   | [ 58 ]               |
| Círculo de Críticos de Cine del Área de la Bahía de San Francisco | 15 de diciembre de 2024  | Mejor película de animación                         | Flow                                                        | Ganador   | [ 59 ]               |
| Asociación de Críticos de Cine de San Luis                        | 15 de diciembre de 2024  | Mejor película de animación                         | Flow                                                        | Nominado  | [ 60 ]               |
| Toronto Film Critics Association Awards                           | 15 de diciembre de 2024  | Mejor película de animación                         | Flow                                                        | Ganador   | [ 61 ]               |
| Críticos de Cine de Nueva York en Línea                           | 16 de diciembre de 2024  | Mejor animación                                     | Flow                                                        | Ganador   | [ 62 ]               |
| Seattle Film Critics Society Awards                               | 16 de diciembre de 2024  | Mejor película de animación                         | Flow                                                        | Nominado  | [ 63 ]               |
| Seattle Film Critics Society Awards                               | 16 de diciembre de 2024  | Mejor película internacional                        | Flow                                                        | Nominado  | [ 63 ]               |
| Dallas–Fort Worth Film Critics Association                        | 18 de diciembre de 2024  | Mejor película de animación                         | Flow                                                        | Parcial   | [ 64 ]               |
| Florida Film Critics Circle                                       | 20 de diciembre de 2024  | Mejor película de animación                         | Flow                                                        | Ganador   | [ 65 ]               |
| Florida Film Critics Circle                                       | 20 de diciembre de 2024  | Mejor banda sonora original                         | Gints Zilbalodis y Rihards Zaļupe                           | Nominado  | [ 65 ]               |
| Premios Globo de Oro                                              | 5 de enero de 2025       | Mejor película de animación                         | Flow                                                        | Ganador   | [ 66 ] [ 17 ] [ 67 ] |
| Asociación de Críticos de Cine de Austin                          | 6 de enero de 2025       | Mejor película de animación                         | Flow                                                        | Nominado  | [ 68 ]               |
| Asociación de Críticos de Cine de Austin                          | 6 de enero de 2025       | Mejor película internacional                        | Flow                                                        | Nominado  | [ 68 ]               |
| Alianza de Mujeres Periodistas de Cine                            | 7 de enero de 2025       | Mejor película de animación                         | Flow                                                        | Ganador   | [ 70 ] [ 71 ]        |
| Alianza de Mujeres Periodistas de Cine                            | 7 de enero de 2025       | Mejor película internacional                        | Flow                                                        | Nominado  | [ 70 ] [ 71 ]        |
| Premios Lumières                                                  | 20 de enero de 2025      | Mejor película de animación                         | Flow                                                        | Ganador   | [ 72 ] [ 73 ]        |
| Premios Satellite                                                 | 26 de enero de 2025      | Mejor película – animada o mixta                    | Flow                                                        | Nominado  | [ 74 ] [ 75 ]        |
| Sociedad de Críticos de Cine en Línea                             | 27 de enero de 2025      | Mejor película de animación                         | Flow                                                        | Ganador   | [ 76 ]               |
| Premios de la Crítica Cinematográfica                             | 7 de febrero de 2025     | Mejor película de animación                         | Flow                                                        | Nominado  | [ 77 ]               |
| Premios de la Crítica Cinematográfica                             | 7 de febrero de 2025     | Mejor película en lengua extranjera                 | Flow                                                        | Nominado  | [ 77 ]               |
| Premios Annie                                                     | 8 de enero de 2025       | Mejor película de animación Independiente           | Flow                                                        | Ganador   | [ 78 ]               |
| Premios Annie                                                     | 8 de enero de 2025       | Mejor dirección en una película animada             | Gints Zilbalodis                                            | Nominado  | [ 78 ]               |
| Premios Annie                                                     | 8 de enero de 2025       | Mejor escritura en una película animada             | Gints Zilbalodis y Matīss Kaža                              | Ganador   | [ 78 ]               |
| Premios Goya                                                      | 8 de enero de 2025       | Mejor película europea                              | Flow                                                        | Nominado  | [ 79 ]               |
| Premios BAFTA                                                     | 16 de enero de 2025      | Mejor película de animación                         | Matīss Kaža, Gints Zilbalodis, Ron Dyens, y Gregory Zalcman | Nominados | [ 80 ] [ 81 ] [ 82 ] |
| Premios BAFTA                                                     | 16 de enero de 2025      | Mejor película infantil y familiar                  | Matīss Kaža, Gints Zilbalodis, Ron Dyens, y Gregory Zalcman | Nominados | [ 80 ] [ 81 ] [ 82 ] |
| Premios Independent Spirit                                        | 22 de enero de 2025      | Mejor película internacional                        | Gints Zilbalodis                                            | Ganador   | [ 83 ] [ 84 ] [ 85 ] |
| Premios César                                                     | 28 de enero de 2025      | Mejor película de animación                         | Flow                                                        | Ganadora  | [ 86 ] [ 87 ]        |
| Premios Óscar                                                     | 2 de marzo de 2025       | Mejor película de animación                         | Flow                                                        | Ganadora  | [ 18 ] [ 19 ]        |
| Premios Óscar                                                     | 2 de marzo de 2025       | Mejor película internacional                        | Letonia                                                     | Nominada  | [ 18 ] [ 19 ]        |
| Premios ACE Eddie                                                 | 14 de marzo de 2025      | Mejor edición en una película de animación          | Gints Zilbalodis                                            | Nominada  | [ 88 ] [ 89 ]        |
| Golden Trailer Awards                                             | 29 de mayo de 2025       | Mejor animación extranjera y familiar               | Curzon / Silk Factory (for "Journey")                       | Ganador   | [ 90 ] [ 91 ]        |
| Golden Trailer Awards                                             | 29 de mayo de 2025       | Mejor animación extranjera y familiar               | Sideshow / Mark Woollen & Associates (for "Horizon")        | Nominada  | [ 90 ] [ 91 ]        |